# Erythrolamprus poecilogyrus
Espèce
Synonymes
- Coluber poecilogyrus Wied-Neuwied, 1825
- Leimadophis poecilogyrus (Wied-Neuwied, 1825)
- Liophis poecilogyrus (Wied-Neuwied, 1825)
- Xenodon schottii Schlegel, 1837
- Liophis poecilogyrus schotti (Schlegel, 1837)
- Liophis merremii var. sublineatus Cope, 1860
- Liophis poecilogyrus sublineatus Cope, 1860
- Liophis subfasciatus Cope, 1862
- Liophis poecilogyrus subfasciatus Cope, 1862
- Opheomorphus doliatus var. caesius Cope, 1862
- Liophis poecilogyrus caesius (Cope, 1862)
- Liophis poecilostictus Jan, 1863
- Liophis cobella flaviventris Jan, 1866
- Leimadophis poecilogyrus reticulatus Parker, 1931
- Liophis poecilogyrus reticulatus (Parker, 1931)
- Erythrolamprus poecilogyrus reticulatus (Parker, 1931)
- Leimadophis poecilogyrus albadspresus Amaral, 1944
- Leimadophis poecilogyrus amazonicus Amaral, 1944
- Liophis poecilogyrus amazonicus (Amaral, 1944)
- Leimadophis poecilogyrus franciscanus Amaral, 1944
- Liophis poecilogyrus franciscanus (Amaral, 1944)
- Leimadophis poecilogyrus montanus Amaral, 1944
- Liophis poecilogyrus montanus (Amaral, 1944)
- Leimadophis poecilogyrus pictostriatus Amaral, 1944
- Liophis poecilogyrus pictostriatus (Amaral, 1944)
- Leimadophis poecilogyrus pinetincola Amaral, 1944
- Liophis poecilogyrus pinetincola (Amaral, 1944)
- Leimadophis poecilogyrus xerophilus Amaral, 1944

Erythrolamprus poecilogyrus  est une espèce de serpents de la famille des Dipsadidae.

## Répartition
Cette espèce se rencontre entre 1 000 et 2 500 m d'altitude :
- au Venezuela dans l'État de Bolívar ;
- au Pérou ;
- en Équateur ;
- en Bolivie ;
- au Brésil dans les États du Rio Grande do Sul, d'Amazonas, du Maranhão, du Ceará, d'Amapá et du Roraima ;
- au Paraguay ;
- en Uruguay ;
- en Argentine.

## Description
Erythrolamprus poecilogyrus est un serpent ovipare.

## Liste des sous-espèces
Selon The Reptile Database (7 mai 2015) :
- Erythrolamprus poecilogyrus caesius (Cope, 1862)
- Erythrolamprus poecilogyrus poecilogyrus (Wied-Neuwied, 1825)
- Erythrolamprus poecilogyrus schotti (Schlegel, 1837)
- Erythrolamprus poecilogyrus sublineatus (Cope, 1860)

## Taxinomie
Les sous-espèces Liophis poecilogyrus amazonicus, Liophis poecilogyrus franciscanus, Liophis poecilogyrus montanus, Liophis poecilogyrus pictostriatus, Liophis poecilogyrus pinetincola, Liophis poecilogyrus subfasciatus et Erythrolamprus poecilogyrus reticulatus ont été placées en synonymie.

## Publications originales
- Cope, 1860 : Catalogue of the Colubridae in the Museum of the Academy of Natural Sciences of Philadelphia, with notes and descriptions of new species. Part 2. Proceedings of the Academy of Natural Sciences of Philadelphia, vol. 12, p. 241-266 (texte intégral).
- Cope, 1862 : Catalogues of the Reptiles Obtained during the Explorations of the Parana, Paraguay, Vermejo and Uraguay Rivers, by Capt. Thos. J. Page, U. S. N.; And of Those Procured by Lieut. N. Michler, U. S. Top. Eng., Commander of the Expedition Conducting the Survey of the Atrato River. Proceedings of the Academy of Natural Sciences of Philadelphia, vol. 14, p. 346-359 & 594 (texte intégral).
- Cope, 1863 "1862"  : Synopsis of the species of Holcosus and Ameiva, with diagnoses of new West Indian and South American Colubridae. Proceedings of the Academy of Natural Sciences of Philadelphia, vol. 14, p. 60-82 (texte intégral).
- Schlegel, 1837 : Essai sur la physionomie des serpens, La Haye, J. Kips, J. HZ. et W. P. van Stockum, vol. 1 (texte intégral) & vol. 2 (texte intégral).
- Wied-Neuwied, 1825 : Beiträge zur Naturgeschichte von Brasilien, vol. 1, p. 1-612 (texte intégral).